# Neodiogmites niger
Neodiogmites niger là một loài ruồi trong họ Asilidae. Neodiogmites niger được Carrera miêu tả năm 1949.